# Crysis 3
Crysis 3 je další pokračování herní série Crysis odehrávající se ve fiktivní budoucnosti. Hra byla vydána 19. února 2013.

## Hratelnost
Podobně jako u jiných her v sérii je Crysis 3 first-person střílečka umožňující přizpůsobení zbraní a využívání speciálních vlastností nanoobleku. Hráči si mohou vybrat herní styl založený na přímé konfrontaci, nebo na nenápadném postupu.

### Multiplayer
V jednom zápasu může najednou hrát až 16 hráčů (12 hráčů na konzolích). Hra využívá Origin klienta a vyžaduje, aby měl uživatel existující účet, nebo si vytvořit nový. Existuje 8 různých režimů a 12 multiplayerových map.

## Stahovatelný obsah
Dne 30. května 2013 EA oznámila, vydání multiplayerového DLC The Lost Island, které obsahuje čtyři nové mapy, dvě zbraně a dva herní módy. DLC vyšlo 4. června 2013.